# Bharatanatyam

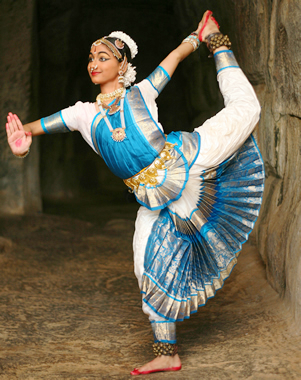
Bharatnatyam-Tänzerin in der Haltung des Nataraja

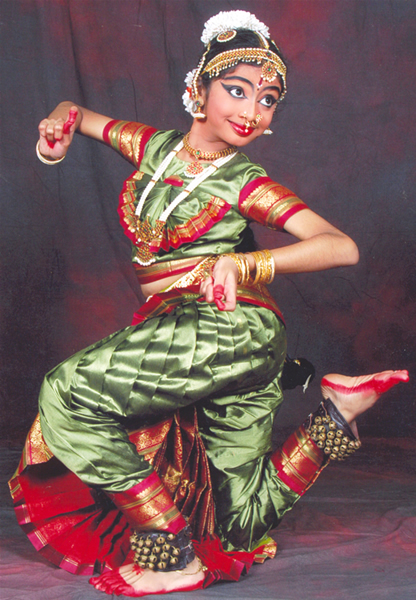
Bharatnatyam-Tänzerin in Chennai mit Fußschellen ghungru

Bharatanatyam oder Bharatnatyam (Tamil:பரதநாட்டியம், Sanskrit भरतनाट्यम, bhāratanāṭyam, „indischer Tanz“) ist einer der acht klassischen Tanzstile in Indien. Seine Wurzeln liegen in der südindischen Tempelkultur und sind im Natyashastra festgehalten.

## Geschichte
Das Bharatanāṭyam hat sich in Tamil Nadu entwickelt und wird dort heute noch besonders gepflegt. Der heutige Bharatanāṭyam-Tanz hat sich aus dem Tempeltanz, Sadir oder dasi attam, wie der Tanzstil ursprünglich hieß, entwickelt. Es ist sowohl den Nachkommen der Devadasis (Tempeltänzerinnen) als auch den Nattuvanaras (Tanzmeistern, Lehrern) sowie einigen herausragenden Persönlichkeiten des kulturellen Lebens Südindiens zu verdanken, dass dieser Tanzstil heute weltweit erlernt und dargeboten werden kann. Das Format des heutigen Bharatanatyam Bühnentanzes, geht auf die Regierungszeit von Maharaja Sarfoji II zurück. An seinem Hof wirkten vier berühmte Musiker, die das heutige klassische Tanzrepertoire schufen und unter dem Namen Tanjore Quartett bekannt sind. Man nennt es das Alarippu-Tillna Repertoire. Die eigentlichen Wurzeln des Tanzes sind viel älter und sind theoretisch im Natya Sastra zu finden.
Die indische Mythologie und Literatur ist nach wie vor bestimmend für die Inhalte des Tanzes, der seit den 1930er-Jahren durch Rukmini Devi Arundale und deren Gründung der Kalakshetra Foundation eine Renaissance erlebte. Mittlerweile findet Bharatanatyam zunehmend seinen Platz auch auf westlichen Bühnen. Wichtige Vertreterinnen des Tanzstils mit eigenen Tanzschulen sind im deutschen Sprachraum u. a. Rajyashree Ramesh, Anjali Sriram, Chandra Devi (Deutschland), Radha Anjali Saber-Zaimian und ihre Schülerinnen Asmita Banerjee, Natalie Saraswati Soondrum, Bhakti Devi u. a. (Österreich) sowie Keshava, Vijaya und Sharmila Rao (Schweiz).

## Beschreibung
Der Bharatanatyam ist eine überlieferte südindische Tanzart. Es gibt unzählige Tänze, von denen die meisten Einzeltänze sind. Es gibt allerdings auch Gruppentänze, z. B. den Kaavadi. Der Bharatanatyam basiert auf den Aspekten bhava (Ausdruck), raga (Tonskala), tala (Rhythmus) und natyam (Tanz und Schauspiel). Sein Repertoire verdankt der Bharatanatyam in seiner heutigen Form im Wesentlichen vier berühmten Musikern und Tanzmeistern des 18. Jahrhunderts aus Thanjavur (Tanjore), Südindien (Tanjore Quartett). Es umfasst abstrakte und erzählerische Tänze in bestimmter Reihenfolge.
Die Inhalte des Tanzes stammen aus der hinduistischen Mythologie, Literatur und Religionsphilosophie. Die Musik, nach der getanzt wird, ist die klassische südindische Musik, deren Rhythmus die Tänzerin mit Fußschellen ghungru betont.
Der Bharatanatyam-Tanz setzt sich aus zwei Elementen zusammen: dem abstrakten, rein rhythmischen Tanz (nritta) und dem erzählerischen, darstellenden Tanz (nritya, abhinaya).
In Nritta, dem rein rhythmischen Tanz, werden die Bewegungen gemäß dem Rhythmus (tala) und dem Melodiemodus (raga) eines Musikstückes ausgeführt. Im Nritya, dem erzählerischen oder darstellenden Tanz, werden darstellende Körperhaltungen und Mimik (Abhinaya) verwendet, um den Text eines Liedes darzustellen und zu interpretieren.
Die Grundhaltung der Tänzerin besteht in auswärts gedrehten Beinen, gebeugten Knien (Ardha Mandali, identisch mit dem demi plié im Ballett) und geradem Oberkörper. Der Rumpf bleibt während des Tanzes kerzengerade; Beugungen geschehen von der Hüfte aus. Die rhythmische Beinarbeit, die ausgefeilte Mimik und die diffizilen Handhaltungen machen den Gesamteindruck des Bharatanatyam-Tanzes aus.

## Film
Der 1999 erschienene Film Shivas Töchter von Angela Boeti und Norbert Busè stellt eine Bharatanatyam-Tanzschule in Chennai vor. Er enthält Interviews von bekannten Bharatanatyam-Tänzerinnen und Tanzschülern und begleitet den Unterricht der deutschen Tanzschülerin Sonja Kleiner.